# アルキルレゾルシノール

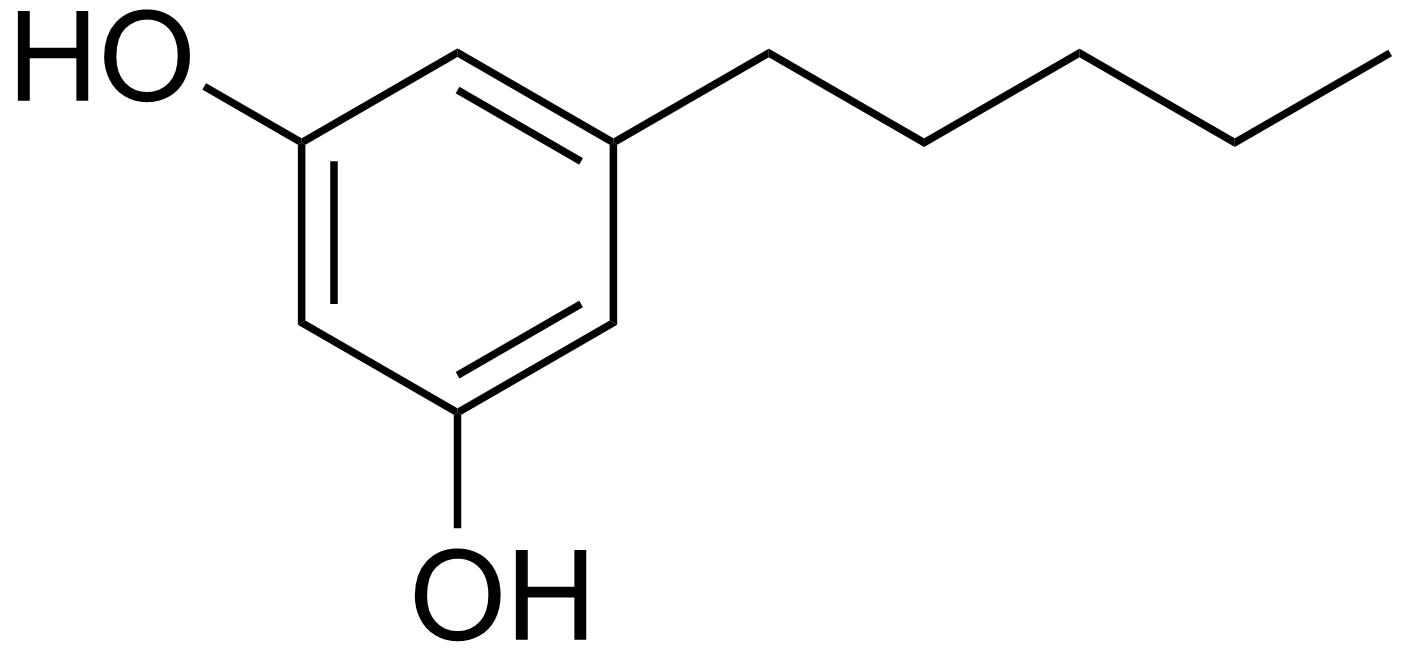
オリベトール

アルキルレゾルシノールは、レゾルシノールにアルキル基が結合したフェノール性化合物。両親媒性で弱い抗酸化作用をもつ。

## 存在
ライ麦、小麦、ライコムギ(英)、雑穀、トウモロコシ、オオムギ、イチョウの果実であるギンナンなどに含まれる。。